# Brakpan
Brakpan é uma cidade de mineradora de ouro e urânio com 346.735 habitantes na província de Gauteng, na África do Sul. O nome Brakpan foi usado pela primeira vez pelos britânicos na década de 1880 por causa de um lago não perene que anualmente seca para se tornar um "pantâno de salobra". Fazendo parte do Município metropolitano de Ekurhuleni, no East Rand.